# Carlos Augusto de Oliveira
Carlos Augusto de Oliveira (José de Freitas, 26 de fevereiro de 1935 – Fortaleza, 16 de agosto de 2014) foi um militar, industrial, construtor, engenheiro químico, empresário e político brasileiro, que foi deputado federal pelo Piauí.

## Dados biográficos
Filho de Ivan Tito de Oliveira e Maria Caminha de Oliveira. Estudou em Resende onde formou-se em 1956 na Academia Militar de Agulhas Negras com ingresso posterior no Instituto Militar de Engenharia onde concluiu em 1963 o Bacharelado em Engenharia Química com especialização em Engenharia Econômica no mesmo ano até que em 1970 fez um curso de elaboração e avaliação de projetos junto ao Banco Interamericano de Desenvolvimento no Recife. Na patente de Major do Exército Brasileiro chefiou em 1964 o Laboratório de Recuperação Secundária da Petrobras.
Em 1973 chegou ao cargo de presidente da Associação Industrial do Piauí e nele permaneceu até iniciar sua carreira política ao ser eleito vereador na cidade de Campo Maior em 1976 pela ARENA e na mesma legenda foi eleito deputado federal pelo Piauí em 1978. Durante o mandato seguiu os passos de Alberto Silva e ingressou no PP quando o governo João Figueiredo restaurou o pluripartidarismo em 1980 e foi para o PMDB quando este incorporou sua antiga legenda.
Ao disputar um novo mandato em 1982 ficou na segunda suplência, entretanto a morte de Pinheiro Machado logo após o pleito e a eleição de Wall Ferraz para prefeito de Teresina em 1985 garantiram sua posse em 8 de janeiro de 1986. Candidato a reeleição naquele ano ficou na suplência, todavia foi escolhido presidente da empresa de Águas e Esgotos do Piauí (AGESPISA) pelo governador Alberto Silva em 1987, cargo de onde saiu em 1990 quando foi eleito suplente de deputado federal pelo PDS.
Há uma avenida em Teresina batizada em homenagem ao seu pai.